# 大兴庄镇 (邯郸市)
大兴庄镇，是中华人民共和国河北省邯郸市魏县下辖的一个镇，原名大辛庄乡，2022年12月撤乡设镇同步改为现名。

## 行政区划
大兴庄镇下辖以下地区：
大辛庄西村、李辛庄村、苗辛庄村、马庄村、冯摆渡村、中高村、前高村、王辛庄村、梁庄村、刘庄村、小辛庄村、东郭村、西郭村、邓村、南秦固村、北秦固村、张辛庄村、曹辛庄村、勃庄村、牛庄村、吕庄村、樊村、辛江庄村、申桥村、曹夹河村、侯高村、庙东村、王家河村、大东村、高高村、庙西村和马河村。